# SND Arena
El SND Arena, conocido como ueno SND Arena por cuestiones de patrocinio, es un polideportivo cubierto situado en el Complejo SND del barrio Hipódromo en la ciudad de Asunción, Paraguay.
Es utilizado principalmente para eventos deportivos como básquetbol, balonmano, futsal, vóleibol, patinaje artístico, gimnasia artística, entre otros. También es utilizado para conciertos musicales, e incluso albergó al espectáculo OVO del Cirque du Soleil en el 2019.

## Conciertos y espectáculos
| Artista                   | Fecha                            |
| ------------------------- | -------------------------------- |
| Andrés Calamaro           | 27 de octubre de 2024            |
| No Te Va Gustar           | 26 de octubre de 2024            |
| Abraham Mateo             | 24 de octubre de 2024            |
| Airbag                    | 3 de agosto de 2024              |
| El Cuarteto de Nos        | 15 de junio de 2024              |
| Ana Gabriel               | 11 de junio de 2024              |
| Myriam Hernández          | 9 de febrero de 2024             |
| Marc Anthony              | 16 de diciembre de 2023          |
| Floricienta               | 2 de diciembre de 2023           |
| Juanes                    | 2 de noviembre de 2023           |
| Danny Ocean               | 14 de septiembre de 2023         |
| Lucas Sugo                | 8 de septiembre de 2023          |
| Soledad Pastorutti        | 26 de agosto de 2023             |
| La Vela Puerca            | 19 de agosto de 2023             |
| Zezé di Camargo y Luciano | 20 de mayo de 2023               |
| Rata Blanca               | 18 de mayo de 2023               |
| Manuel Turizo             | 5 de mayo de 2023                |
| WOS                       | 22 de abril de 2023              |
| Fito Páez                 | 20 de abril de 2023              |
| Camilo                    | 7 de marzo de 2023               |
| Alejandro Fernández       | 27 de febrero de 2023            |
| Sin Bandera               | 11 de febrero de 2023            |
| Luciano Pereyra           | 3 de diciembre de 2022           |
| Andrés Calamaro           | 1 de diciembre de 2022           |
| Sebastián Yatra           | 7 de agosto de 2022              |
| Tiago PZK                 | 6 de agosto de 2022              |
| No Te Va Gustar           | 23 de julio de 2022              |
| Don Osvaldo               | 9 de julio de 2022               |
| Louis Tomlinson           | 19 de mayo de 2022               |
| Soda Stereo               | 13 de mayo de 2022               |
| Jorge Drexler             | 11 de mayo de 2022               |
| A-ha                      | 27 de marzo de 2022              |
| Alejandro Sanz            | 16 de febrero de 2020            |
| Tini                      | 10 de diciembre de 2019          |
| Serrat & Sabina           | 16 de noviembre de 2019          |
| Morat                     | 28 de septiembre de 2019         |
| Ricardo Montaner          | 22 de junio de 2019              |
| Cirque du Soleil          | 30 de mayo al 5 de junio de 2019 |
| Il Divo                   | 25 de mayo de 2019               |
| Roberto Carlos            | 8 de mayo de 2019                |
| Karol Sevilla             | 8 de diciembre de 2018           |

## Eventos deportivos

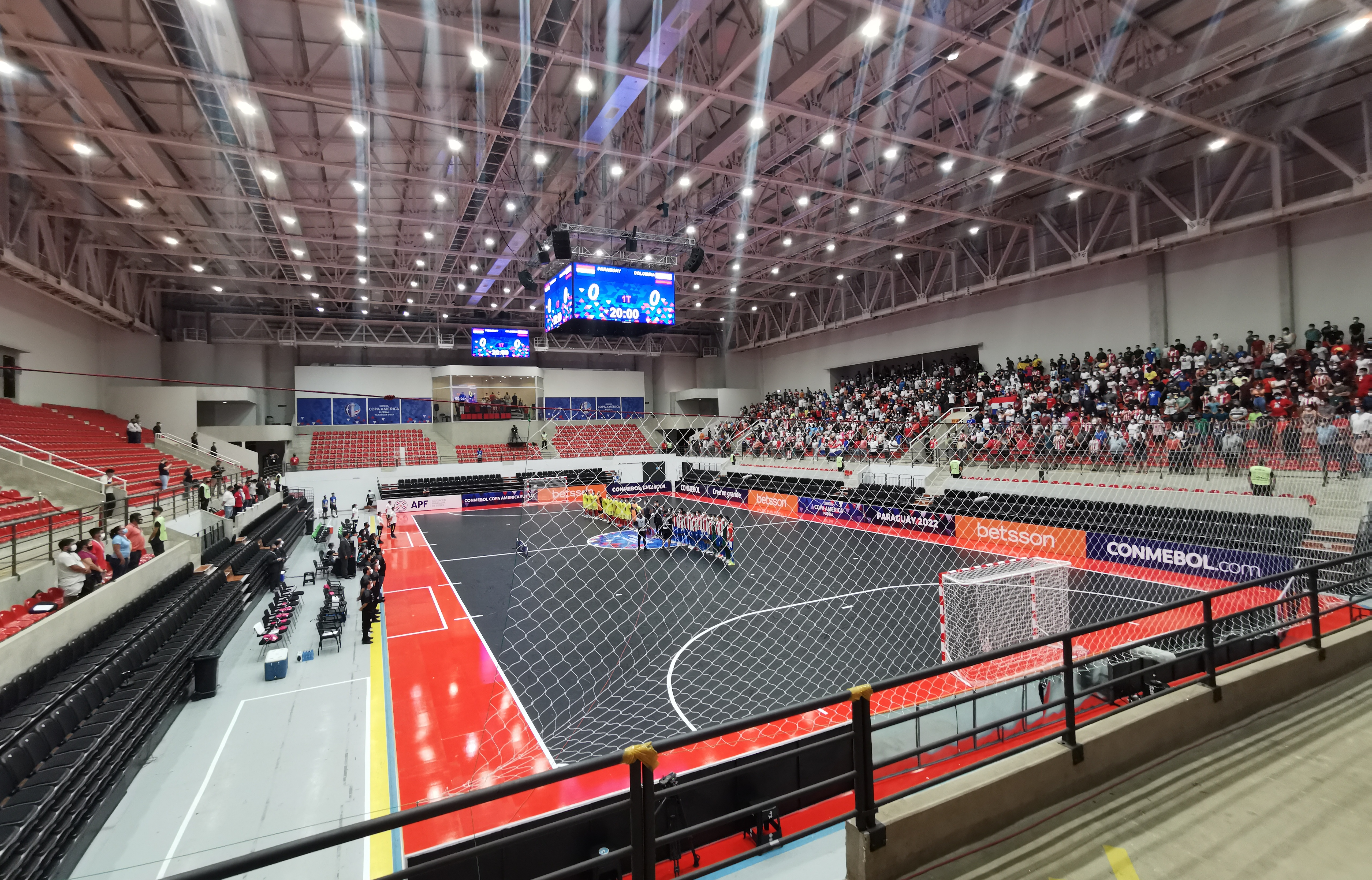
Vista interior del SND Arena durante la Copa América de Futsal 2022.

Algunos de los eventos deportivos internacionales que albergó o albergará el SND Arena son los siguientes:
| Evento                                                                                         | Fecha                                   |
| ---------------------------------------------------------------------------------------------- | --------------------------------------- |
| Juegos Panamericanos Junior de 2025 (Balonmano)                                                | 9 al 23 de agosto de 2025               |
| Premiel Padel Asuncion P2                                                                      | 19 al 25 de mayo de 2025                |
| Clasificatorio a la FIBA AmeriCup de 2025 (Partidos de la Selección de básquetbol de Paraguay) | Febrero a noviembre de 2024             |
| WPT Paraguay Open 2023                                                                         | 21 al 26 de marzo de 2023               |
| Juegos Suramericanos de 2022 (Patinaje Artístico, Baloncesto)                                  | 1 de octubre al 15 de octubre de 2022   |
| Copa América de Futsal 2022                                                                    | 29 de enero al 6 de febrero de 2022     |
| Campeonato Mundial de Patinaje Artístico de 2021                                               | 29 de setiembre al 9 de octubre de 2021 |